# Neus Marí Marí
Neus Marí Marí (Sant Josep de sa Talaia, 1966) és una arquitecta i política eivissenca, diputada en la IV i V legislatures del Parlament de les Illes Balears.
Filla de Josep Marí Prats Berris. Es llicencià en arquitectura tècnica a la Universitat Politècnica de Barcelona en 1989. Militant del Partit Popular, fou escollida diputada a les eleccions al Parlament de les Illes Balears de 1995 i 1999. De 1995 a 2002 fou consellera de Sanitat, Afers Socials i Obres i Urbanisme del Consell Insular d'Eivissa i Formentera.
És membre de la junta regional de les Illes Balears del Partido Popular. Pel desembre de 2011 aconseguí l'alcaldia Sant Josep de sa Talaia mitjançant una moció de censura contra l'anterior alcalde, Josep Marí Ribas. A les eleccions municipals espanyoles de 2015 fou candidata a l'alcaldia de Sant Josep de sa Talaia, però fou derrotada pel candidat socialista Josep Marí Ribas.